# 圣方济各堂 (普拉托)
圣方济各堂（義大利語：Chiesa di San Francesco）是一座哥特式罗马天主教堂，位于意大利托斯卡纳大区普拉托古城中心的同名广场上。
该堂是最早的方济各会教堂之一，其修道院成立于1228 年,圣人被册封仅仅八天之后。现在的教堂建于 1281 年，于 1331 年完工，是普拉托第一批砖砌建筑之一。立面使用阿尔贝雷石和蛇纹石,形成双色条纹。灰泥饰带由安德里亚·德拉·罗比亚设计，描绘圣方济各的圣痕。 18 世纪的钟楼由安东尼奥·贝尼尼 (1799-1801) 设计。1902年的修复工程剥离了巴洛克式的装饰，只留下最早的中世纪装饰。
正祭台上方是一个 14 世纪的彩色木制十字架，由商人弗朗切斯科·达迪尼捐赠。
Regnadori 小堂位于圣所的左侧,,完成于十四世纪上半叶，雕刻着 Regnadori 家族的徽章。